# Diecezja Formosa (Argentyna)
Diecezja Formosa (łac. Dioecesis Formosae) – diecezja Kościoła rzymskokatolickiego w Argentynie, sufragania archidiecezji Resistencia.

## Historia
11 lutego 1957 roku papież Pius XII bullą Quandoquidem adoranda erygował diecezję Formosa. Dotychczas wierni z tym terenów należeli do diecezji (obecnie archidiecezji) Resistencia.

## Ordynariusze
- Raúl Marcelo Pacífico Scozzina OFM (1957 - 1978)
- Dante Carlos Sandrelli (1978 - 1998)
- José Vicente Conejero Gallego (od 1998)